# Лай (звук)
Лай — звук, издаваемый, как правило, собаками, хотя иногда этим же словом называют похожие звуки, издаваемые волками, лисами, куницами и ластоногими, а также лающей иглоногой совой. Передача звука лая в различных человеческих языках различна; в русском языке обычно используются слова «гав» и «тяв». В одном из исследований лай обозначен как отрывистый звук либо серия повторяющихся звуков, длящихся в среднем 40—140 мс.
Исследователь София Ин в своей работе, основанной на изучении 4672 записей лая, выделила как минимум три различных типа данного звука у собак, различающихся как частотой, так и причиной: предупреждение об опасности (390—1156 Гц); коммуникация друг с другом (476—1502 Гц); лай, вызванный изоляцией (частоты различны, лай чаще всего отрывистый). При этом в исследовании других авторов выделяется до 12 различных типов лая.
У волков данный тип вокализации также встречается, однако исследованиями установлено, что лай у этих животных короткий и употребляется ими довольно редко, в то время как лай собак долгий, ритмичный и используется гораздо чаще и в самых различных ситуациях.